# Pandora (pintura)
Pandora é uma pintura de óleo sobre tela criada em 1896 por John William Waterhouse. A pintura foi intitulada Pandora em honra àquela que teria sido a primeira mulher de acordo com a mitologia grega que existiu, criada por Hefesto e Atena, auxiliados por todos os deuses e sob as ordens de Zeus, com a finalidade de agradar aos homens e de introduzir todos os males neles. Cada um deu-lhe uma qualidade. Recebeu de um a graça, de outro a beleza, de outros a persuasão, a inteligência, a paciência, a meiguice, a habilidade na dança e nos trabalhos manuais. A obra retrata o momento em que a mulher, após ter sido enviada a Epimeteu, que depressa a tomaria como esposa, apesar do aviso que lhe fora dito por Prometeu, abre inadvertidamente a Caixa de Pandora e todos os bens escaparam, exceto a esperança. Com estes bens, foi dado início aos tempos de inocência e ventura, conhecidos como Idade de Ouro. Aberto o baú,  todos os males da humanidade foram libertos, tais como a velhice, doença, paixão, pobreza, etc.